# Grand Prix SAR La Princesse Lalla Meryem 2002
Il Grand Prix SAR La Princesse Lalla Meryem 2002 è stato un torneo di tennis giocato sulla terra rossa. È stata la 2ª edizione del Grand Prix SAR La Princesse Lalla Meryem, che fa parte della categoria Tier V nell'ambito del WTA Tour 2002. Si è giocato a Casablanca in Marocco, dall'8 al 14 luglio 2002.

## Campioni

### Singolare
Patricia Wartusch ha battuto in finale  Klára Koukalová con il punteggio di 5–7, 6–3, 6–3

### Doppio
Patricia Wartusch /  Petra Mandula hanno battuto in finale  Gisela Dulko /  Conchita Martínez Granados con il punteggio di 6–2, 6–1